# Caillouet-Orgeville
Caillouet-Orgeville település Franciaországban, Eure megyében. Lakosainak száma 490 fő (2022. január 1.). Caillouet-Orgeville Boisset-les-Prévanches, Boncourt, Cierrey, Le Cormier, Croisy-sur-Eure, Le Plessis-Hébert, Vaux-sur-Eure és Pacy-sur-Eure községekkel határos.

## Népesség
A település népességének változása:
| Lakosok száma | 282  | 270  | 336  | 398  | 428  | 439  | 477  | 491  | 487  | 490  |
|               | 1968 | 1982 | 1990 | 2006 | 2013 | 2015 | 2017 | 2019 | 2020 | 2022 |